# Манасија (Бузау)
Манасија (рум. Manasia) насеље је у Румунији у округу Бузау у општини Чернатешти. Oпштина се налази на надморској висини од 191 m.

## Становништво
Према подацима из 2002. године у насељу је живело 394 становника, од којих су сви румунске националности.